# Beni M'Tir (tribu)
Pour les articles homonymes, voir Beni M'Tir.
Béni M'Tir, dont le nom berbère est "Ait Ndir", est une tribu berbère du moyen Atlas, qui occupe une aire géographique allant d'El Hajeb aux confins de Oued Guigou.

## Liens Externes
- Situation Géographique des Béni M'Tir